# Platia Ethnikis Andistasis
Die Platía Ethnikís Andístasis (griechisch Πλατεία Εθνικής Αντίστασης ‚Platz des nationalen Widerstands‘) (auch bekannt unter dem Namen Platía Ólgas (griechisch Πλατεία Όλγας ‚Platz Olgas‘)) ist ein zentral gelegener Platz in der Stadt Patras in Griechenland.

## Ort und Geschichte
Der Platz liegt im Zentrum von Patras, zwischen den Straßen Arátou im Nordosten, Mezónos im Südosten, Kolokotróni im Südwesten und Ríga Féreou im Nordwesten. Im ursprünglichen Stadtplan von Stamatis Voulgaris war der Platz als Getreidemarkt vorgesehen, später wurde er jedoch mit Bäumen bepflanzt und zu einem großen öffentlichen Platz. Sein ursprünglicher Name war Platía Omonías (Πλατεία Ομονοίας ‚Platz der Einheit‘), aber er wurde in Platía Vasilíssis Ólgas (Πλατεία Βασιλίσσης Όλγας) nach Königin Olga umbenannt. Ein weiterer großer Platz im Zentrum, die Platia Georgiou, ist nach Königin Olgas Mann, König Georg I., benannt. Heute trägt ein anderer Platz in der Stadt den Namen Platía Omonías.
Nach der Wiederherstellung der Demokratie 1974 wurde der Platz zu Ehren des griechischen Widerstands während der Besatzung im Zweiten Weltkrieg durch die Achsenmächte in Platz des Nationalen Widerstands umbenannt. Allerdings verwenden die Einwohner von Patras auch heute noch häufiger den älteren Namen Platía Ólgas.
Den Mittelpunkt des Platzes bildet ein Marmordenkmal für den Nationalen Widerstand sowie die im 19. Jahrhundert vom französischen Bildhauer Pierre Louison geschaffene Skulptur der Nymphe mit dem Horn der Amalthea. Auf dem Platz steht auch eine Statue des achäischen Politikers Andreas Michalakopoulos, dessen Haus gegenüber dem Platz an der Ecke der Straßen Ríga Féreou und Arátou noch heute erhalten ist.
Der Platz ist voller Cafés, Restaurants und Grills, was ihn besonders in den Sommermonaten besonders beliebt macht. Zusammen mit der Platia Georgiou ist er zum Treffpunkt der Jugend, der vielen Studenten und der Touristen avanciert.